# Karan Ashley
Karan Ashley Jackson, (Odessa (Texas), 28 september 1975) is een Amerikaanse actrice. Ze is het best gekend voor haar rol als Aisha Campbell, een Power Ranger in Mighty Morphin Power Rangers. Ze was ook kortstondig lid van de meidengroep K.R.U.S.H, die een nummer gemaakt hebben voor de soundtrack van de film Mo' Money (1992). In deze periode trad ze op als Ashley Jackson.

## Levensloop en carrière
Ashley werd geboren in Odessa, Texas op 28 september 1975. Ze is van Afro-Amerikaanse en Mexicaanse afkomst. Ashley studeerde af aan de David W. Carter High School in Dallas.
Ashley's eerste rol was Aisha Campbell, de tweede Gele Ranger in Mighty Morphin Power Rangers., een rol die ze overnam van Thuy Trang (als Trini Kwan). Ze zou deze rol gedurende twee jaar voor haar rekening nemen en Ashley verliet de reeks in 1995. Ze werd vervangen door Nakia Burrise (als Tanya Sloan). Ze was de laatste keer te zien als Power Ranger in de finale van het derde seizoen.
Vervolgens speelde Ashley in enkele tv-reeksen en films als Hangin' with Mr. Cooper, Kenan & Kel, The Parkers en Taylor's Wall enkele gastrollen. Haar grote debuut als uitvoerend producent had ze bij de film Devon's Ghost, aan de zijde van collega-Power Ranger Johnny Yong Bosch en filmregisseur Koichi Sakamoto. Niettegenstaande dat ze ook meeschreef bij Devon's Ghost, kwam haar doorbraak als scenarioschrijver met de film Unto Thee in 1999. Ze speelde ook mee in die film.
In augustus 2010 werd Ashley uitgenodigd voor Power Morphicon, de tweede Power Rangersfanbeurs in Pasadena, Californië. In september 2011 werd Ashley een vaste presentator in het radioprogramma UnCensored Radio. Vanaf augustus 2012 werd Ashley producent van dat programma. In diezelfde maand filmde Ashley samen met co-host Katrina Johnson en Jeffrey Emmette Uncensored Reality, een realityserie die dicht het radioprogramma aanleunt.
In 2016 deed ze mee aan de internetserie Class Dismissed, samen met Nakia Burrise.

## Filmografie
- Biblioteca Nacional de España: XX1733870
- International Standard Name Identifier: 0000 0000 4609 8227
- Library of Congress Control Number: no95055482
- Nederlandse Thesaurus van Auteursnamen: 14563891X
- Virtual International Authority File: 31583619
- WorldCat: E39PBJjxtRFHjxyp7GTJqXTbVC